# Museo demologico dell'economia, del lavoro e della storia sociale silana
Il Museo demologico dell'economia, del lavoro e della storia sociale silana è un museo calabrese che fa parte della rete museale regionale, ubicato nell'abbazia florense di San Giovanni in Fiore. Il Museo racconta, attraverso sette sezioni e tre archivi, la storia della vita contadina silana. Una sala è dedicata completamente all'arte fotografica di Saverio Marra, pioniere della fotografia calabrese. Il museo fa parte dei grandi musei regionali, ed è riconosciuto dalla Regione Calabria.

## Storia
Posto nell'ala orientale del complesso abadiale (piano terra e primo piano), dopo un attento e rigoroso restauro, il museo vide la luce nel 1984, dopo l'esposizione di due mostre (1982 e 1983) effettuate nella navatella laterale dell'abbazia. È un museo sviluppato su 7 sale (o sezioni), poste su due piani più un seminterrato, comprendente due sezioni, una a carattere etnografico, il “Museo demologico dell'economia, del lavoro e della storia sociale silana” e l'altra dedicata all'opera fotografica di Saverio Marra. La prima sezione, chiamata anche semplicemente “demologica”, vista la documentazione che essa raccoglie ed espone, è basata sullo studio delle tradizioni e dei costumi popolari di San Giovanni in Fiore e della Sila. Nelle 7 sale adibite all'esposizione, sono state ricostruite la antiche botteghe artigiane locali, dalla lavorazione dell'oro fino a quella del calzolaio. È un Museo che negli anni ha accresciuto enormemente il suo patrimonio, fatto di documenti, testi e oggetti, e che nel tempo ha attratto e attrae tuttora migliaia di visitatori ogni anno. Riconosciuto a livello regionale, come museo diviso in sezioni dedicate all'economia e alle tecniche tradizionali, agli attrezzi di lavoro, agli atti e ai documenti della storia sociale, al paesaggio e al architettura popolare, alla vita cerimoniale, alla cultura orale e musicale, alla cultura figurativa e iconologica.

## Il Museo demologico dell'economia, del lavoro e della storia sociale silana

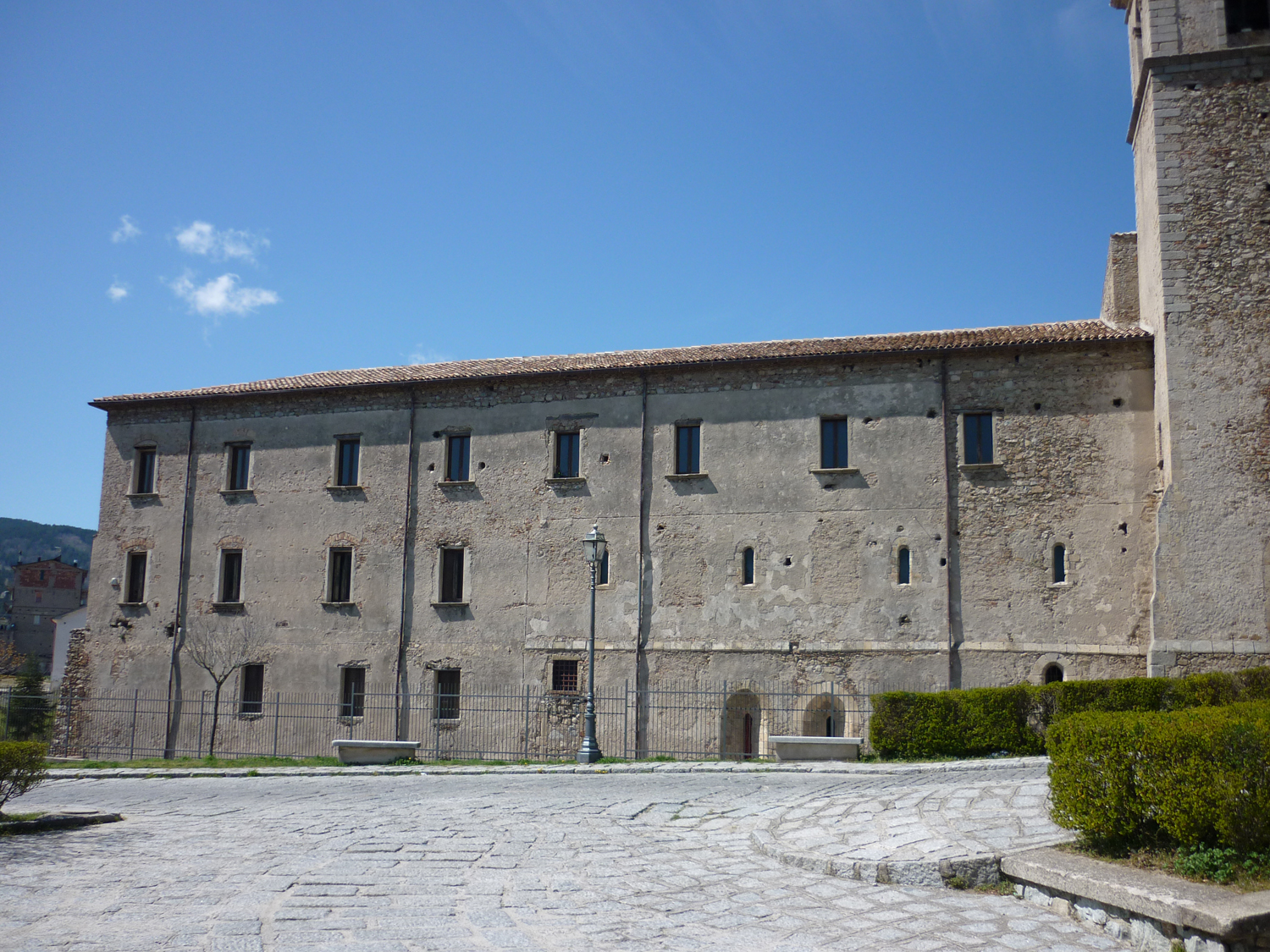
Il museo e il C.I.S.G.

### Prima sala: La bottega dell'orefice
In questa sala sono esposti antichi strumenti risalenti al 1700, donati dalla famiglia Spadafora, una delle principali e più attive aziende familiari nel settore orafo calabrese.

### Terza sala: La bottega del calzolaio
In questa sala sono esposti gli strumenti del calzolaio di un tempo. Inoltre vi si può ammirare una preziosa documentazione fotografica.

### Quarta sala: Sala dei cicli produttivi legati all'allevamento del maiale, alla pastorizia , alla lavorazione delle fibre vegetali (la ginestra e il lino), e all'olivicoltura
In questa sala, come già indica chiaramente il titolo, sono presenti gli attrezzi che hanno fatto parte per molti secoli, dell'agricoltura e dell'allevamento della Sila, nel caso particolare, dell'allevamento e della trasformazione di sua “maestà” il “porco”. Vi si possono ammirare tutti gli strumenti che si utilizzavano un tempo (e che ancora adesso vengono adoperati dagli antichi allevatori), per la produzione degli insaccati e di tutti i prodotti che si ricavano dal maiale.

### Quinta sala: L'arredo domestico
Questa è la sala dedicata interamente all'arredo che un tempo veniva utilizzato nelle case contadine, con il mobilio di un tempo (a San Giovanni in Fiore erano presenti grandi maestri della lavorazione del legno e nella fabbricazione di mobili) Trova ampio spazio il settore dedicato alla tessitura del quale San Giovanni in Fiore insieme a Longobucco costituisce il miglior esempio in Calabria di arte dell'utilizzo del telaio antico.

### Sesta sala: Il ciclo produttivo agricolo
In questa sala sono esposti gli attrezzi per la lavorazione della terra, dall'aratro in legno a vari tipi di zappe antiche. Vicino a questi sono esposti i vecchi contenitori in legno, corrispondenti ad antiche unità di misure calabresi, tipo la minella o il menzarudu.

### Settima sala: Il ciclo produttivo legato alla coltivazione della vite
L'ultima sala contiene infine, gli attrezzi utilizzati per la lavorazione delle vigne. Anche se un territorio di montagna, San Giovanni in Fiore ha un'antica tradizione nella produzione di vino, ampi vigneti coltivati nelle zone più temperate del territorio comunale. 
Il museo ospita pure una biblioteca specialistica.

## Archivio fotografico Saverio Marra

### Seconda sala: La galleria fotografica di Saverio Marra

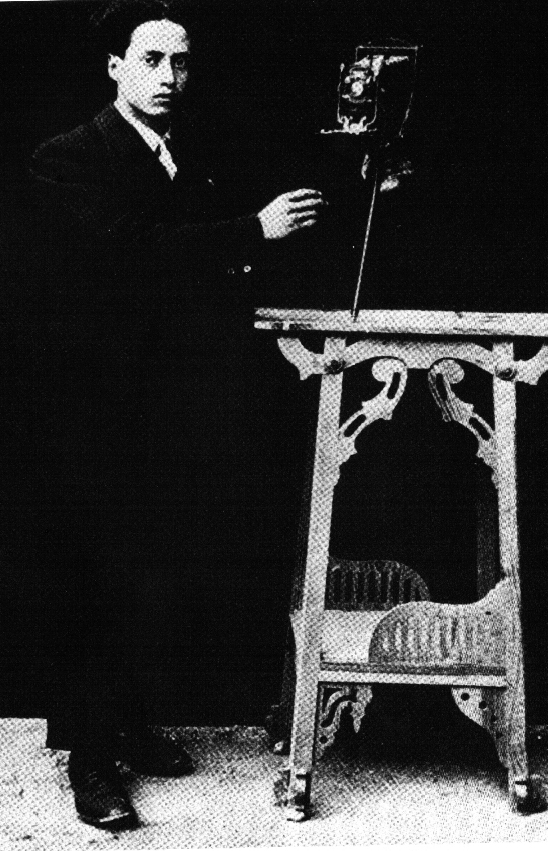
Saverio Marra in un autoritratto fotografico

La seconda sezione del museo è dedicata alle opere fotografiche di Saverio Marra, pioniere della fotografia in Calabria. L'esposizione fotografica fu creata per dare merito al particolare valore che Marra è riuscito a restituire con le sue foto. Ritratti di vita contadina, di folklore calabrese, caratterizzati da un senso di realismo, difficilmente rintracciabili. Sono esposte in questa galleria 190 foto, realizzate in un arco di tempo che va dal 1914 fino al 1946. L'esposizione occupa interamente la seconda sala del museo. Di grande rilievo è la netta distinzione fra le classi sociali, che le varie fotografie riescono a riprodurre. Le foto sono state eseguite principalmente a San Giovanni in Fiore, ma anche nei territori circostanti, nel paese di Castelsilano, nelle terre del Marchesato Crotonese, e ad Isola Capo Rizzuto.
Il repertorio appartenente al “fondo Marra”, è costituito da oltre 2500 fotografie, impresse su lastre di vetro, considerate un ricco patrimonio regionale poiché riescono a restituire lo spaccato sociale regionale di quel periodo. Ampio spazio è dedicato al tema rurale, dell'agricoltura, della campagna e dei suoi lavoratori, di cui l'area da Marra fotografata, è un'area a prevalenza rurale. Il riaffiorare dei personaggi, ripresi in vari momenti della loro attività, è uno degli aspetti peculiari dell'opera di Marra. Al paesaggio rurale si contrappone il senso e la volontà del progresso, ritratto nei capitoli riguardanti la costruzione dei laghi artificiali silani, la posa delle grandi condotte, la costruzione di nuove strade che sostituiscono le vecchie mulattiere, togliendo dal quasi totale stato di isolamento, molti luoghi e città. E l'avvento del moderno lo si trova anche nelle foto che ritraggono i vecchi e i nuovi commercianti, un senso di cambiamento che va dalle attività artigianali come lo scalpellino o il maniscalco, a quello moderne come il venditore di “macchine parlanti” (grammofono).
Ampio spazio si dà al costume tradizionale del paese, “u' rituartu” e a chi lo indossa, la “pacchiana”, con foto che ne ritraggono i migliori esemplari dell'epoca. Lo spazio del folklore viene ampliato con fotografie che ritraggono anche il vestito maschile nelle varie classi sociali, dalle più alte alle più basse, così come vengono ripresi i momenti belli della vita sociale come la cerimonia nuziale, ed i momenti di tristezza come i funerali, con gli aspetti più tipici del tempo (i capelli spettinati dell'uomo in segno di lutto). Marra dunque è riuscito a dare forza allo spirito del tempo forgiando il forte legame che vi è fra il territorio e la società civile.  Il lavoro di Saverio Marra ha negli anni raccolto consensi da più parti in Italia, e si intende porre i suoi lavori come patrimonio di storia ed arte, riconosciuto dal Ministero dei Beni Culturali.
Il lavoro di Saverio Marra, ha raccolto ampi consensi nel mondo culturale locale e nazionale, tanto da far discutere gli intenditori dell'arte fotografica. Il suo lavoro è stato esposto anche a Roma, nel 1984 a Palazzo Braschi
L'archivio Marra si divide in sette capitoli: campagne e paese, lavoro, famiglia, emblemi, costumi e divise, socialità e amicizia, vita cerimoniale e religiosa, eventi.

## Galleria d'immagini

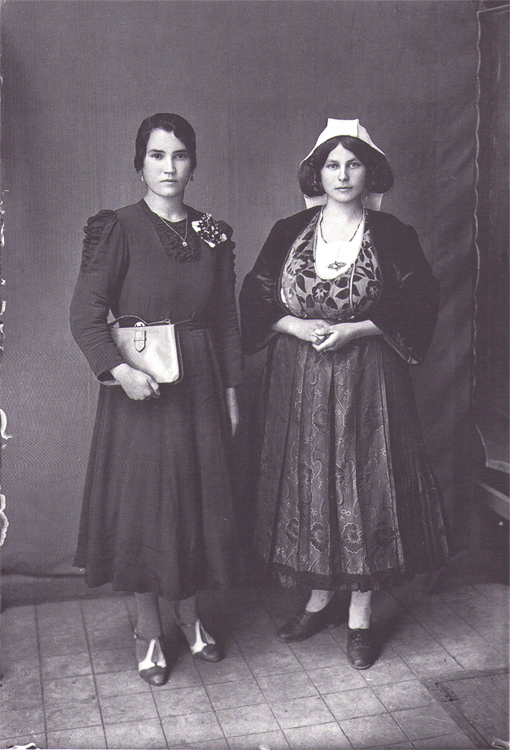
Signora in abito elegante (sinistre) e signora con il costume tradizionale (destra) - 1938
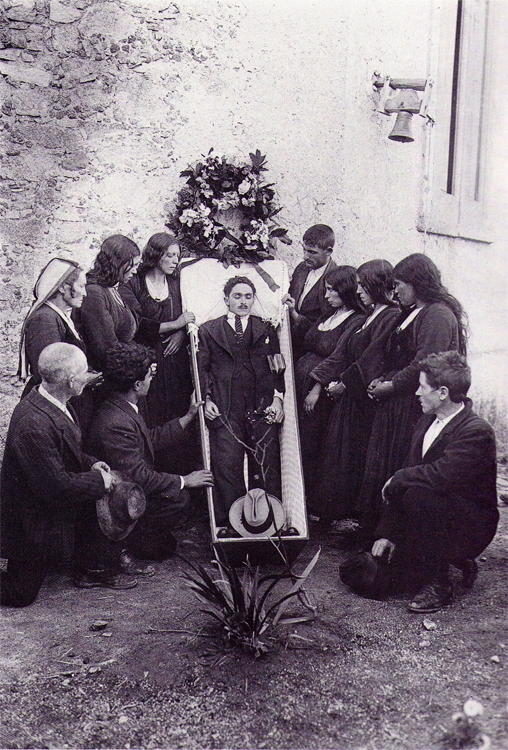
Cimitero di San Giovanni in Fiore, funerale - 1926
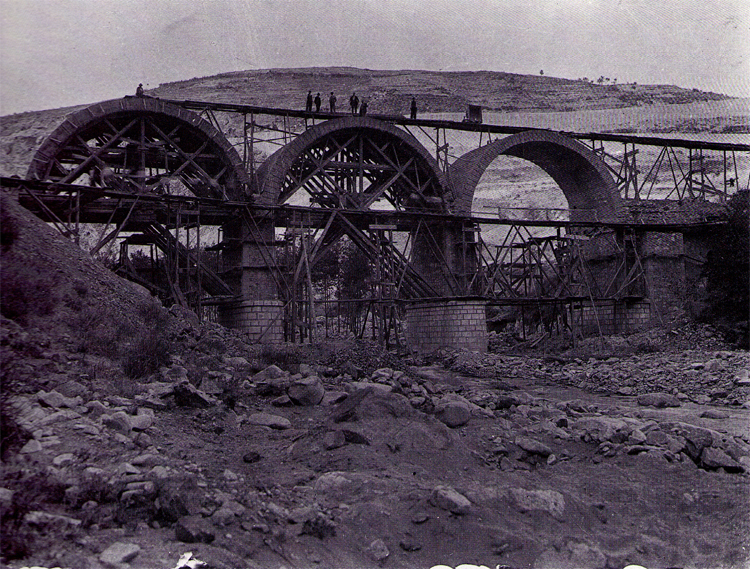
Costruzione vecchio ponte sul fiume Arvo - 1934
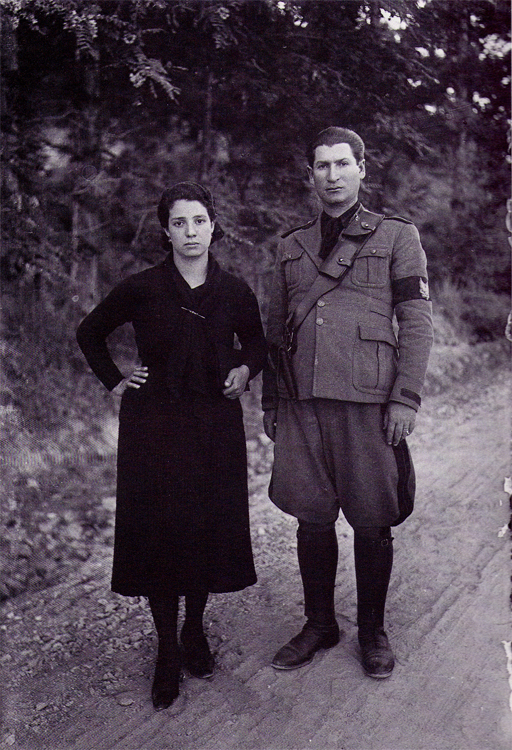
Guardia forestale con la moglie 1938 - 1943

### Saverio Marra
Saverio Marra è stato un fotografo Sangiovannese che ha operato nei primi decenni del XX secolo. Le sue foto sono state recuperate e riordinate negli anni '80, in quello che oggi si chiama "Fondo Marra", ad opera del "Museo demologico dell'economia, del lavoro e della storia sociale silana" in collaborazione con l'amministrazione comunale. Il fondo, che oggi conserva oltre 2500 lastre in vetro, costituisce uno dei più importanti patrimoni fotografici storici dell'Italia meridionale.